# Veroneseplantsoen
Het Veroneseplantsoen is een parkje in Amsterdam-Zuid, Oud-Zuid, Apollobuurt.
Het parkje kreeg per raadsbesluit van 31 oktober 2017 haar naam; een vernoeming naar kunstschilder Paolo Veronese. Het ligt in geklemd tussen de Veronesestraat (noord), Raphaëlstraat (west), Gerrit van der Veenstraat (zuid) en Michelangelostraat (oost), die al in de jaren twintig hun naam kregen. Het vormt ten opzichte van de Minervalaan in de symmetrische opzet van de buurt de tegenhanger van het Adama van Scheltemaplein.
Het plantsoen kent geen huisnummers en bebouwing, behalve een gasregelruimte uit 1972. Er staat geen kunst in de openbare ruimte in of aan het plantsoen. Wel bevat het plantsoen het werk van twee bekende architecten. Pieter Lucas Marnette ontwierp een elektriciteitskast, die aan de noordzijde staat; uitvoering past binnen de stijl van de Amsterdamse School. Aan de oostkant van het plantsoen staat een klimrek van het type Iglo van Aldo van Eyck. De omschreven objecten werden ontworpen voor de Dienst der Publieke Werken. In 2017 kreeg het plantsoen een opknapbeurt.

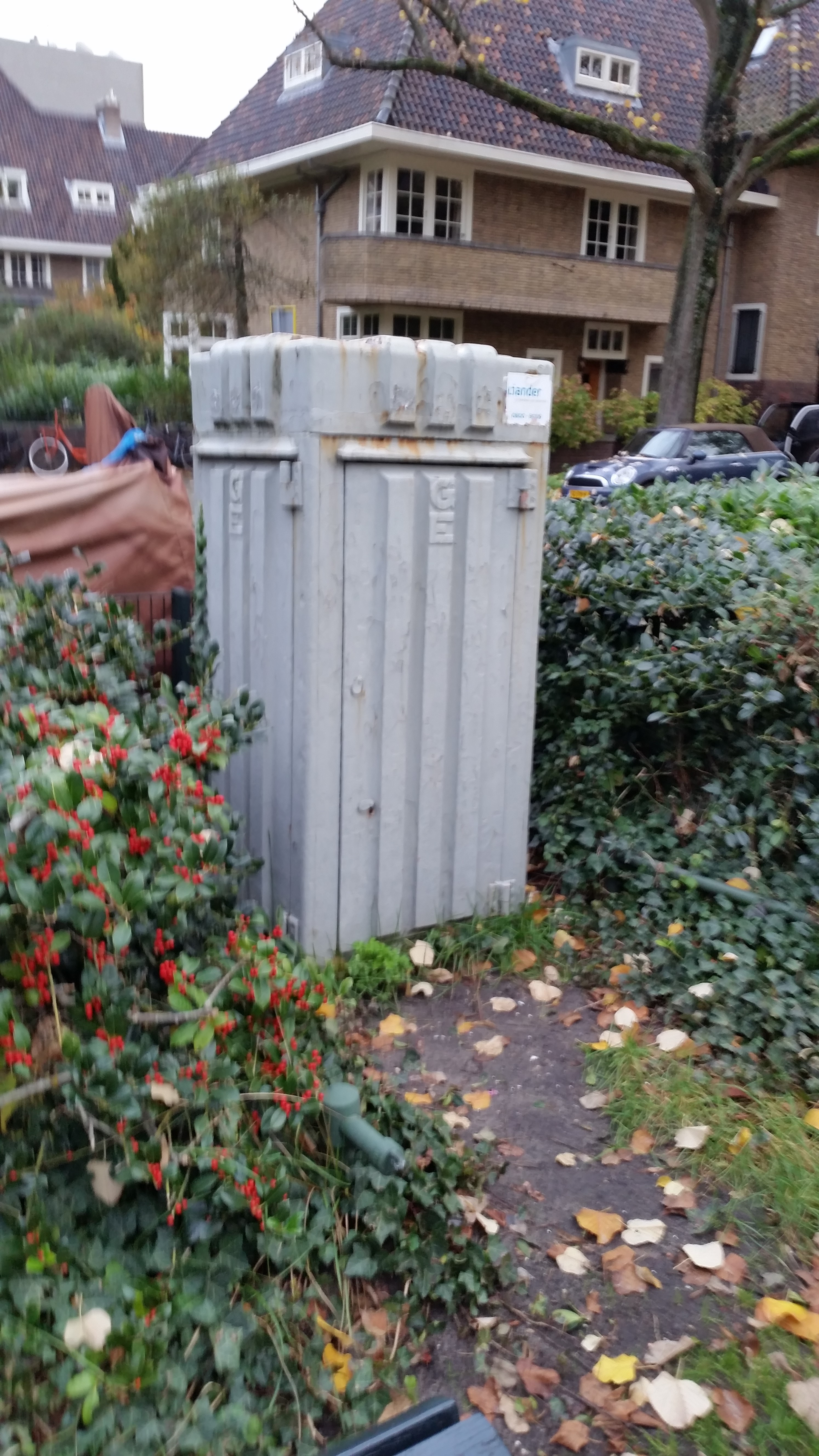
Schakelkast (november 2019)

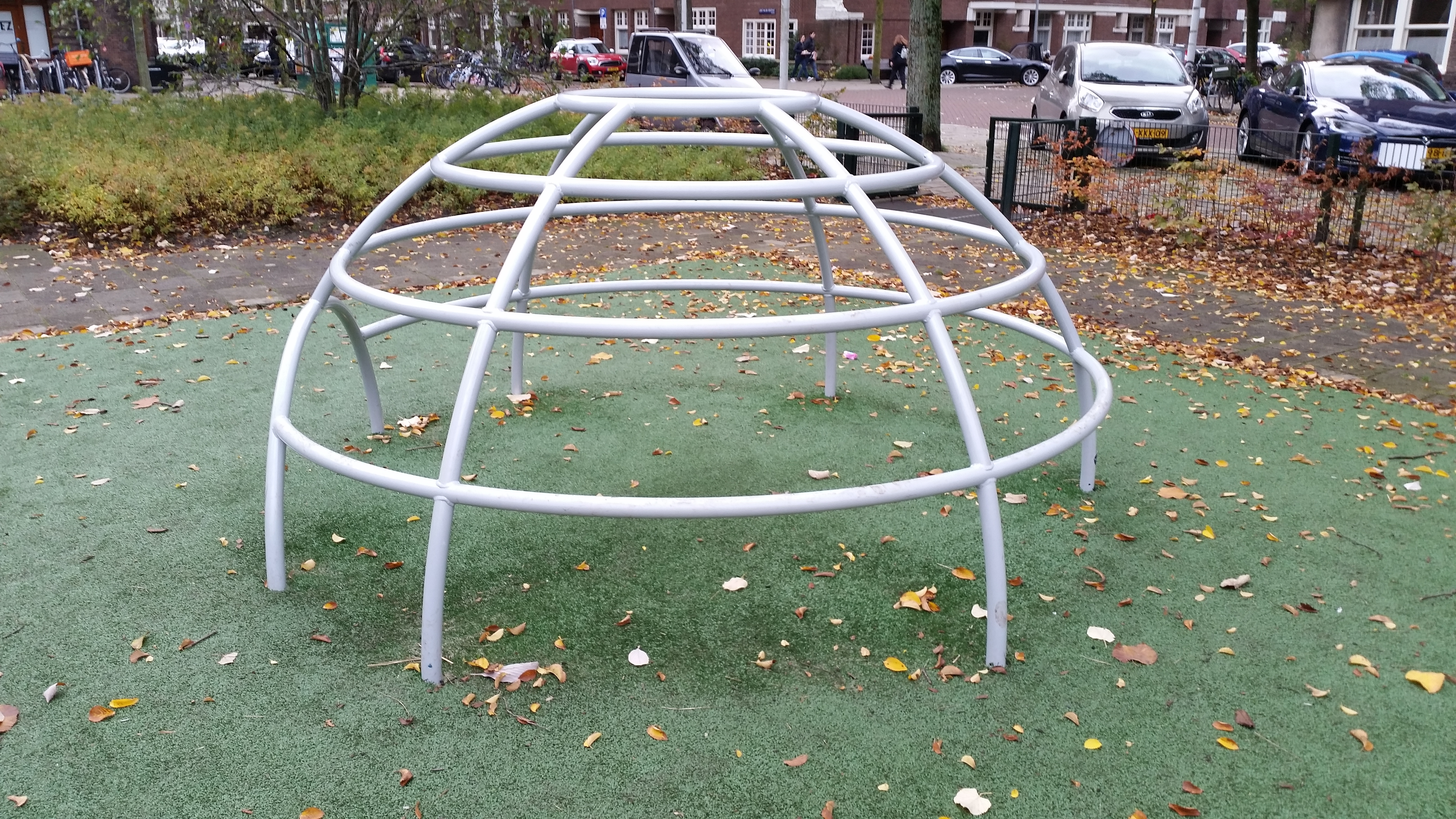
Iglo van Van Eyck (november 2019)